# Weidezakspin
De weidezakspin (Clubiona frutetorum) is een spinnensoort in de taxonomische indeling van de struikzakspinnen (Clubionidae).
Het dier komt uit het geslacht Clubiona. Clubiona frutetorum werd in 1867 beschreven door Ludwig Carl Christian Koch.